# 小行星1765
小行星1765（1765 Wrubel）是一颗围绕太阳公转的小行星。1957年12月15日，印第安纳大学在摩根县发现了此天体。
該小行星以美國天文學家馬歇爾·亨利·烏魯貝爾命名。
这颗小行星的绝对星等为263.03764等。